# WBLS (Hörfunksender)
Koordinaten: 40° 44′ 54″ N, 73° 59′ 9″ W
WBLS ist ein US-amerikanischer Hörfunksender aus New York. Er gilt als Pionier des Radioformats Urban Adult Contemporary und sendet auf 107,5 MHz mit 4,2 kW.

## Geschichte
Die Station hatte im Laufe ihrer Geschichte eine Reihe von Rufzeichen- und Besitzerwechsel.
Die in New York legendäre Station 98.7 Kiss FM, eine der frühen Stationen von Emmis Communications stellte 2012 ihren Betrieb ein und vereinigte sich mit dem Hauptkonkurrenten WBLS. Kiss-FM hatte bis dahin über 30 Jahre New York mit "Classic Soul and R&B" versorgt.
2014 kaufte Emmis Communications WBLS und die Schwesterstation WLIB auf MW 1190 kHz für 131 Millionen US-Dollar. Beide senden vom Empire State Building.